# Années 1380 av. J.-C.
Les années 1380 av. J.-C. couvrent les années de 1389 av. J.-C. à 1380 av. J.-C.

## Évènements
- Vers 1389-1387 av. J.-C.[1] (an 28-30 du règne d'Amenhotep III) : Ramose, vizir en Égypte[2]. Il succède apparemment à Ptahmose, grand prêtre d’Amon et vizir du sud[3].

- Vers 1387 av. J.-C. : 

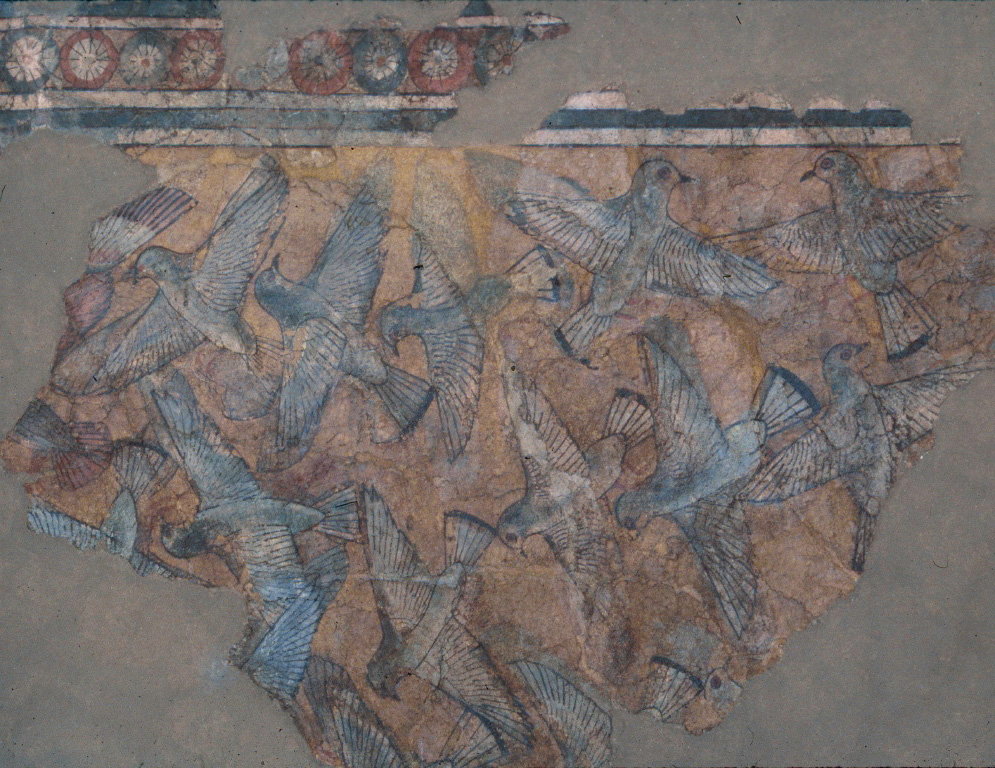
Peinture de plafond, palais d'Aménophis III à Malqata.

  - pour célébrer la Fête-Sed de l’an 29-30 de son règne, Amenhotep III fait construire la cité palatine de Malqata sur la rive gauche du Nil, non loin de Medinet Habou[4]. Elle comprend quatre palais résidentiels, un temple d’Amon, une salle des fêtes, des villas. Un vaste port artificiel, Birket Habou, est creusé au sud-est.
  - lors de la Fête-Sed de ses trente ans de règne, Amenhotep III se proclame l’incarnation terrestre d’Aton, et son épouse Tiyi est célébré comme l’incarnation de Hathor[5] ; le culte d’Aton (le disque solaire) est développé pour contrebalancer la puissance des prêtres d’Amon et lier les différents pays de l’Empire égyptien par un culte commun (le soleil). Il y a une opposition vive entre le clergé d’Amon et le pharaon à la fin du règne d'Amenhotep III.
- Vers 1386 av. J.-C. : Amenhotep III épouse sa fille Satamon[6] (an 31 de son règne).
- 1381 av. J.-C. : la princesse Tadukhipa fille de Tushratta, roi de Mitanni et de la reine Juni, épouse Amenhotep III l'an 36 de son règne. Après sa mort elle se marie avec son beau-fils Amenhotep IV Akhenaton. Elle est parfois identifiée avec Kiya[6].